# Hiệp hội Y sĩ Quốc tế Phòng ngừa Chiến tranh hạt nhân
Hiệp hội Y sĩ Quốc tế Phòng ngừa Chiến tranh hạt nhân (tiếng Anh: International Physicians for the Prevention of Nuclear War, viết tắt là IPPNW) là một hiệp hội gồm 63 tổ chức y sĩ quốc gia trên toàn thế giới. Hiệp hội sử dụng các nghiên cứu, giáo dục và biện hộ để giúp phòng ngừa chiến tranh hạt nhân và khuyến khích việc bãi bỏ vũ khí hạt nhân.
Giữa thập niên 1980 Hiệp hội có khoảng 145.000 hội viên, tới đầu thập niên 1990 số hội viên tăng lên đến khoảng 200.000 người từ hơn 60 nước. Trụ sở chính của Hiệp hội đặt tại Union Square của Somerville, Massachusetts.

## Lịch sử
Hiệp hội Y sĩ Quốc tế Phòng ngừa Chiến tranh hạt nhân được tiến sĩ y học khoa tim Bernard Lown của Harvard School of Public Health (Trường Y tế công cộng Harvard) và tiến sĩ y khoa Evgueni Chazov của USSR Cardiological Institute (Viện bệnh tim của Liên Xô) thành lập trong tháng 12 năm 1980. Dựa trên nghiên cứu, họ đã tạo ra một sự "cảnh báo y tế cho nhân loại" về những mối nguy hiểm y tế và môi trường của các cuộc chiến tranh hạt nhân.
Chiến dịch vận động của Hiệp hội đã xuất bản các sách và cung cấp các bài viết cho các tạp chí chuyên môn và nhiều phương tiện truyền thông phổ biến. Hiệp hội đã mở rộng 4 điểm nhiệm vụ ban đầu của mình để gồm cả việc phòng ngừa mọi cuộc chiến tranh, và gia tăng sự hiểu biết các nguyên nhân của xung đột vũ trang từ góc độ y tế công cộng.
Trong tháng 4 năm 2006 Hiệp hội công bố một báo cáo chỉ trích bản báo cáo tháng 9 năm 2005 của Liên Hợp Quốc về Thảm họa Chernobyl năm 1986, trong đó cho rằng chỉ có 47 ca tử vong trực tiếp có thể được qui là do thảm họa. Ngày 31 tháng 4 năm 2007, Hiệp hội phát động Chiến dịch Quốc tế Bãi bỏ Vũ khí hạt nhân ở Wien, Áo, tại kỳ họp đầu tiên của hội nghị đánh giá năm 2010 cho các bên tham gia Hiệp ước không phổ biến vũ khí hạt nhân.

## Giải thưởng
Hiệp hội Y sĩ Quốc tế Phòng ngừa Chiến tranh hạt nhân đã được trao Giải Giáo dục Hòa bình của UNESCO năm 1984 và Giải Nobel Hòa bình năm 1985.